# スチュアート・オー

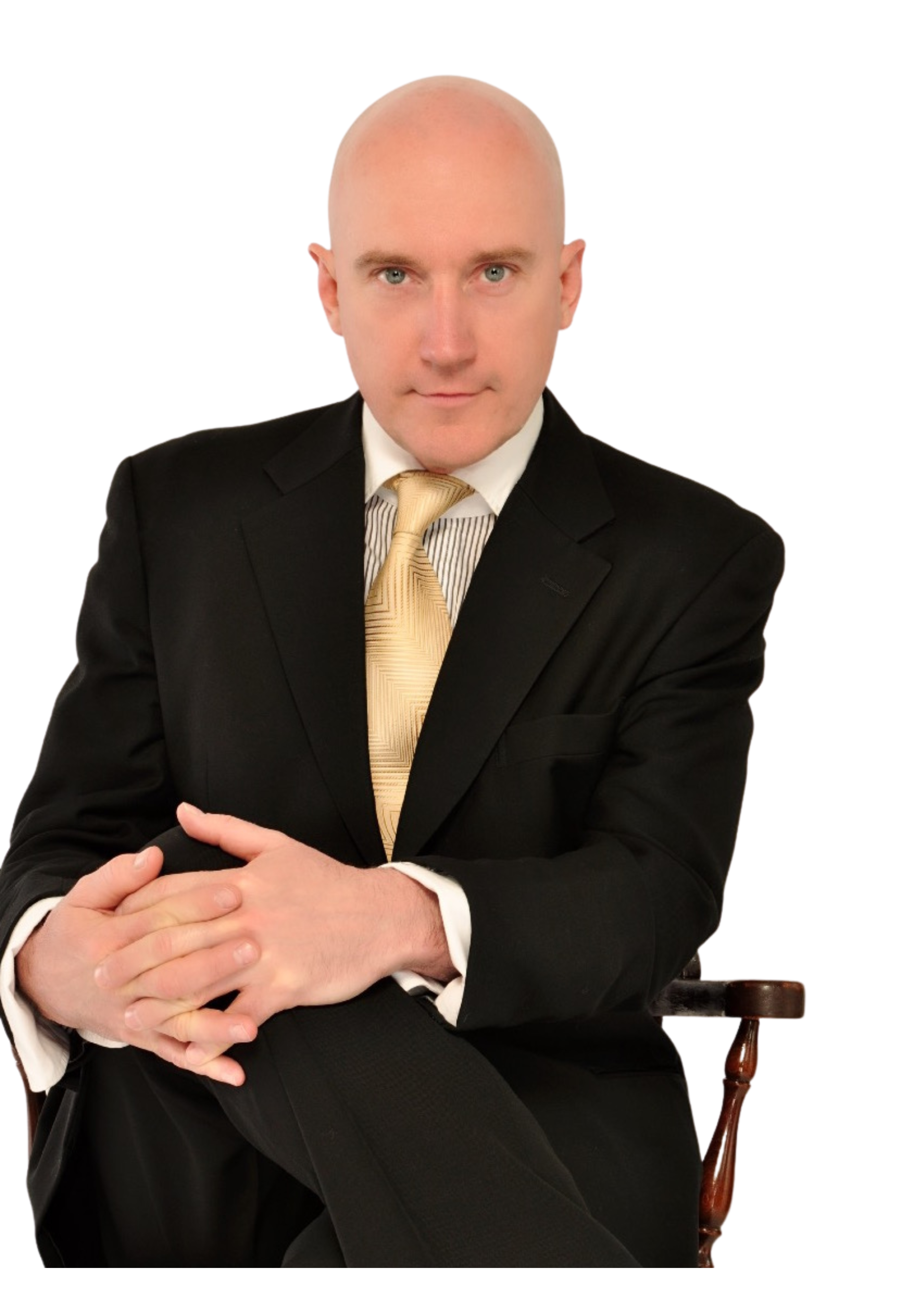
スチュアート・オー (StuartO)

スチュアート・オー（StuartO、1966年 - ）は、主に日本で活動する俳優・タレント・ナレーター・シンガー。オーストラリア・シドニー出身。

## 人物
神出鬼没変幻自在、沢山の顔をもつスチュアート・オー。ナレーター、声優、MC(司会)、ボーカリスト、俳優として、数々のコマーシャル、ゲーム、テレビ番組、ラジオ番組、映画などに出演。
＊現在の出演中テレビ、ラジオ番組→：NHKラジオ「LIVING IN JAPAN」番組MC、NHKラジオ「基礎英語2」スタジオパートナー、NHKワールドテレビ「TRAILS TO OISHII TOKYO」ナビゲーター、NHKEテレ「VEGGIE LIFE」声優主演、NHKワールドテレビ「READING JAPAN」語り部、日テレ「世界まる見え！テレビ特捜部」VTRを紹介するエージェント、「ららぽーと富士見アイランドミュージック」パーソナリティ/番組MC、日経CNBC「チャネルジャパン」ナレーション、J-WAVE「JAM THE PLANET」タイトルアナウンサー、日テレ「ZIP」FIFAワールドカップカタール2022コーナーのタイトルコールアナウンス、他。
＊現在の出演中CM→：花王「バブ モンスターバブル」全編、住宅情報館「アガる家族篇」編、「DRAGON BALL Z DOKKAN BATLLE：The Worldwide Celebration Campaign 2022」編、タカラトミー「デュエマ：スタートWINデッキ 邪神・フロム・アビス」編、「YKK AP公式「MADOショップ 窓と玄関をリフォームしよう」編
日テレ系 「世界まる見え！テレビ特捜部」や「ぐるぐるナインティナイン」、テレビ東京系「TKO☆黒船ジャパン」など、民放の情報番組にも多数レギュラー出演経験がある。最近はTBSドラマ「日本沈没」ではオーストラリア前首相役で出演し、そのほかに「ジャッジ」や「アマルフィビギンズ」など、映画やドラマにも俳優出演する。その中の出演映画「THE WHEEL」でソウルウェブフェス2018助演男優賞部門とアジアウェブアワード2018助演男優賞部門、合わせて２回もノミネートされた。一方、NHK Eテレ「プレキソ英語」や東京書籍出版中学校教科書「ニューホライズン」の動画コンテンツなど、英語教育番組にも多数レギュラー出演。
CMナレーターとして国内外にて200以上の名作CMナレーションを担当。また、世界160カ国で放送中のNHKワールド「TRAILS TO OISHII TOKYO」に2014年よりナビゲーターとしての出演を含めて、数多くのNHKワールドの番組ナレーションや吹替をする。その他にはニュース通信社ダウ・ジョーンズとアメリカの大手テレビネットワークのひとつNBCが共同設立したニュース専門放送局「NIKKEI-CNBC」など、日本の話題を世界に配信するレギュラー番組のナビゲーターやナレーション、吹替ナレーション、番宣ナレーションが多数。現在では、NHKラジオ「LIVING IN JAPAN」や「基礎英語2」、「ららぽーと富士見アイランドミュージック」など、ラジオ番組のパーソナリティやMC、ナビゲーターの出演も多数。声優としてEテレ「プレキソ英語」では「スシタウン」の主人公ツナ役として出演し、「エイゴビート2」ではVeggie Lifeの男子アニメキャラクターボイスを担当。その他にはアニメ「リトルハローキッティ」で男子全役を演じ。世界的に大人気なバトルゲーム「TIME CRISIS 4」、「TIME CRISIS 5」のROBERT BAXTER役を含めて大手ゲームメーカーの作品にも多数出演中。
シンガーとして人気アニメ「黒神-The Animation」の話題作「EXPLODE WITH THE RAGE」やダウンタウン松本人志第二映画監督作品「しんぼる」に「CROW」など、多数のアニメサウンドトラックや映画の劇中歌、CMソングを歌う。日本のヒップホップグループRIP SLYMEの15枚目のシングル「太陽とビキニ」にコーラス参加など、様々な日本の音楽界のメジャーアーティストとレコーディングやライブ共演が多数。オリジナル最新作「3 EGGS」と「SAY GOODBYE」が2022年夏下旬にリリースされた。ライブシンガー＆DJとしてのライブ活動は日本で開催された2019年ラグビーワールドカップのサポーターイベントなどを含めて、企業イベントやエンターテインメント業界イベント、ファッション業界イベント、メディアイベント、スポーツイベント、ファミリー向けイベント、駐日商工会議所や駐日大使館イベントなどに多数出演。一方、子供向け英語教育ライブショーやイベントの出演&プロデュースにも携わる。
東京2020パラリンピックでは幕張メッセパラリンピック会場MC・アナウンサーを務めた。日本で開催された2019年ラグビーワールドカップのサポーターイベントなどを含めて、飲食業界イベント、エンターテインメント業界イベント、ファッション業界イベント、メディアイベント、スポーツイベント、ファミリー向けイベント、駐日商工会議所や駐日大使館イベント、大手企業イベント、クールジャパンイベント、国産品や日本文化紹介イベントなど、バイリンガルMC/プレゼンター/アナウンサーを務める。

## 主な出演作品

### テレビ
- TRAILS TO OISHII TOKYO（NHK国際放送 2019年4月〜）
- TRAILS TO TSUKIJI（NHK国際放送 2016年〜2019年）
- 世界まる見え！テレビ特捜部（日本テレビ系 2016年〜）
- プレキソ英語（Eテレ 2014年4月〜）
- エイゴビート2 アニメコーナー「VEGGIE LIFE」主人公他声優出演
- ハピえいご（Eテレ、2010年9月）
- コーパス100!で英会話（Eテレ、2009年3月 - 9月）
- TKOの黒船☆ジャパン（テレビ神奈川他、2010年4月〜）
- ぐるぐるナインティナイン（日本テレビ）レッツ・芸人グリッシュ（2013年）
- WORLD BUSINESS SATELLITE英語編、他（CNBCアジア 2004年〜）
- トラベルジャパニーズ（NHK国際放送 2017年〜）
- 日本沈没-希望のひと- 第6話（2021年11月21日、TBS） - サイモン・トラビス 役

### 映画
- ジャッジ（2014年）
- しんぼる（2009年）
- アマルフィ・ビギンズ（2009年）
- THE WHEEL（2017年）
- ALIVEHOON アライブフーン（2022年）

### CMナレーション
ネイテイブキャンプ、ローソン唐揚げくん35周年、和楽器バンド（ユニバーサルミュージック）、ピザハット、トヨタ「ルーミー」、トヨタ「タンク」、メルカリ、マルハン、デカビタ、バンダイナムコ「スペースアスレチック」、鈴⿅サーキット、ULOSスキンケア、ドラゴンボールレジェンズ、NDS、アサヒスーパードライ、三井住友銀行、シックスパッド、ホットペッパービューティ、ハウスカレー、LINEクイックゲーム、ENEOS、キリン午後茶、キリン生茶、マクドナルド、KFC、ピーチジョン、富⼠通ライフブック、ららぽーと港アクルス、ソニー4K、ILI、TM REVOLUTION、日清食品、JINS、月刊DIME、マツダ「プレマシー」、フィラデルフィアチーズ、TVER、三井アウトレットパーク、アイリスオーヤマ「グリーンシェフ」、フジテレビ、メントス、コミュファ光、任天堂、横濱山手テラス、CANON、GEORGIAコーヒー、グアム観光局、朝日スパイラルグレープ、リンナイ、コニカ、ハンファQセルズ、AXE「CHOCOMAN HUNTER」、MITSUBISHI MOTORS、ブリッジストーン、大和ゴルフ、朝⽇日オッフ、公⽂「Eペンシル」、ユピテル、Plen Goer Robotics、西武鉄道、ロードショー、NIKON、OPA、ゴルドクレストマンション、UNILEVER、ORBISガリー、ASICS、セキド「LOVE LOVE」、DWANGO、ポケモンGO、バニラ・エア、パナソニック、他

### ラジオ出演
- 中学生の基礎英語 レベル2（NHKラジオ 2022年）
- 基礎英語#2（NHKラジオ 2013年〜2015年）
- 基礎英語#3（NHKラジオ 2012年）
- NIPPON STYLE（JFN-FM系列 2009年〜2012年）

### プレセンター、パーソナリティ
- ららぽーと富士見 アイランドミュージック（2016年〜）
- 東京書籍出版 中学校「English Course文法学習」DVD

### アナウンサー(専属)
- WAKU WAKU JAPAN局
- 東京2020パラリンピック
- J-WAVE「JAM THE PLANET」（タイトルアナウンサー）